# Jörl
Jörl (tiếng Đan Mạch: Jørl) là một đô thị thuộc huyện Schleswig-Flensburg, trong bang Schleswig-Holstein, nước Đức. Đô thị Jörl có diện tích 19,68 km², dân số thời điểm 31 tháng 12 năm 2006 là 835 người.